# Хандзомон (станция)
Станция Хандзомон (яп. 半蔵門駅 хандзо:мон эки) — железнодорожная станция на линии Хандзомон, расположенная в специальном районе Тиёда в Токио. Станция обозначена номером Z-05. Станция расположена неподалёку от ворот Хандзомон Императорского дворца, посвящённых Хаттори Хандзо, военачальнику времён становления сёгуната Токугава. На станции установлены автоматические платформенные ворота.

## Планировка станции
Одна платформа островного типа и два пути.
| 1 | Линия Хандзомон | Омотэсандо・Сибуя・Тюо-Ринкан |
| 2 | Линия Хандзомон | Осиагэ・Куки・Минами-Курихаси |

## Близлежащие станции
| «                      |                        | Линия                  |                        | »                      |
| Линия Хандзомон (Z-05) | Линия Хандзомон (Z-05) | Линия Хандзомон (Z-05) | Линия Хандзомон (Z-05) | Линия Хандзомон (Z-05) |
| ---------------------- | ---------------------- | ---------------------- | ---------------------- | ---------------------- |
| Нагататё               | Нагататё               | -                      | Кудансита              | Кудансита              |